# Río Lirquén
El río Lirquén es un curso natural de agua que nace en la cordillera de los Andes, al sureste de Santa Bárbara (Chile) y fluye en la Región del Bíobío hasta desembocar en la ribera sur del río Biobío.

## Trayecto
El río Lirquén es un corto río que se desarrolla entre el río Biobío por el norte y el río Bureo por el sur. Toma inicialmente la dirección NO, pero tras corto andar gira hacia el NE y vuelve a girar hacia el NO, esta vez continua hasta desembocar en la ribera sur del Biobío cerca de la ciudad de Santa Bárbara.

## Caudal y régimen
La estación fluviométrica Cerro El Padre se encuentra a unos 17 km aguas arriba de la confluencia de los ríos Lirquén y Bío Bío. El área aportante a esta cuenca es de 68 km² y se ubica a 340 m s. n. m. Este río no presenta mayores intervenciones que afecten su régimen natural. El régimen del río Lirquén es pluvial. Los mayores caudales se presentan en los meses de junio y julio y se puede apreciar que el periodo de estiaje ocurre en los meses de enero a marzo.
La subcuenca media del Bío Bío es el área drenada por el cauce medio del río, desde antes de la confluencia del río Lirquén hasta la del río Vergara, que incluye los tributarios Bureo, Mulchén, Lirquén y Duqueco. En esta subcuenca se aprecia un régimen pluvial, salvo el cauce del Biobío mismo que mantiene un régimen pluvio–nival. El período de estiaje ocurre en toda la subcuenca y ocurre en el trimestre enero-marzo, debido a las bajas precipitaciones y al uso intensivo de agua para riego.: 91–92 

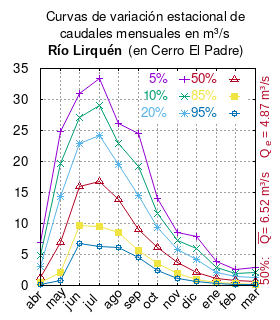
Curvas de variación estacional del río Lirquén en Cerro el Padre.

El caudal del río (en un lugar fijo) varía en el tiempo, por lo que existen varias formas de representarlo. Una de ellas son las curvas de variación estacional que, tras largos periodos de mediciones, predicen estadísticamente el caudal mínimo que lleva el río con una probabilidad dada, llamada probabilidad de excedencia. La curva de color rojo ocre (con {\displaystyle {\color {Red}\vartriangle }}) muestra los caudales mensuales con probabilidad de excedencia de un 50%. Esto quiere decir que ese mes se han medido igual cantidad de caudales mayores que caudales menores a esa cantidad. Eso es la mediana (estadística), que se denota Qe, de la serie de caudales de ese mes. La media (estadística) es el promedio matemático de los caudales de ese mes y se denota {\displaystyle {\overline {Q}}}. 
Una vez calculados para cada mes, ambos valores son calculados para todo el año y pueden ser leídos en la columna vertical al lado derecho del diagrama. El significado de la probabilidad de excedencia del 5% es que, estadísticamente, el caudal es mayor solo una vez cada 20 años, el de 10% una vez cada 10 años, el de 20% una vez cada 5 años, el de 85% quince veces cada 16 años y la de 95% diecisiete veces cada 18 años. Dicho de otra forma, el 5% es el caudal de años extremadamente lluviosos, el 95% es el caudal de años extremadamente secos. De la estación de las crecidas puede deducirse si el caudal depende de las lluvias (mayo-julio) o del derretimiento de las nieves (septiembre-enero).